# Det store gennembrud
Det store gennembrud (originaltitel: Vägen ut) er en svensk dramafilm fra 1999 instrueret af Daniel Lind Lagerlöf. Den havde premiere i Sverige den 19. februar 1999 og udkom i Danmark den 14. januar 2000.

## Handling
Skuespilleren Reine tager arbejde i et fængsel. Han vil lave et teaterstykke med fangerne. Reine og fangerne har ikke de samme motiver til arbejdet, men alle bliver grebet af stemningen. For en enkelt for det dog fatale følger.

## Medvirkende (i udvalg)
- Björn Kjellman som Reine
- Peter Haber som Jakobsson
- Viveka Seldahl som Hillevi
- Thomas Hanzon som Ekman
- Oliver Loftéen som Andrej
- Göran Ragnerstam som Heikki
- Shanti Roney som Glenn
- Michael Nyqvist som Diego
- Chatarina Larsson som teaterchefen
- Jan Mybrand som Ralf